# The duke of dance
The duke of dance is een single van The Star Sisters uit 1985. Zowel in Nederland als Duitsland werd een gewone en een maxisingle uitgebracht. Dit werk werd geproduceerd door Fluitsma & Van Tijn.
The duke of dance  werd geschreven door Gregory Elias; het nummer op de B-kant, Dancing in the street, is een cover en werd mede geschreven door Marvin Gaye; Martha & The Vandellas brachten het in 1964 voor het eerst uit en daarna werd het meer dan honderdmaal gecoverd.
Dit is de eerste single van The Star Sisters die niet in de algemene hitlijsten terechtkwam, maar bleef steken in de Tipparade en de Tip 30. De opvolger, Just another night (in New York City), die eveneens afkomstig is van het album Danger, bereikte een jaar later wel weer de Nationale Hitparade.